# Geländeplan
Der Gelände- oder Höhenlinienplan ist eine detaillierte grafische Darstellung des Geländes im Grundriss. Er zeigt das Gelände (die natürliche Erdoberfläche) in Form von Höhenlinien (früher oft auch in Höhenschraffen), ergänzt um Details wie Geländekanten, Böschungen und Gewässernetz.
Genaue Geländepläne werden durch terrestrische Vermessung (topografische Aufnahme) der Örtlichkeit oder durch Ausmessung von Luftbildern hergestellt. Sie haben – je nach Verwendungszweck – Maßstäbe von 1:500 bis 1:5000. Die größeren Maßstäbe sind selten und dienen i.a. als Basis für Bauprojekte. Maßstäbe um 1:5000 sind bereits der Übergang zur Grund- (Deutschland) bzw. Basiskarte (Österreich), die i. d. R. photogrammetrisch hergestellt wird. Noch kleinere Maßstäbe wie 1:10.000 oder 1:25.000 werden hingegen bereits als topografische Karte bezeichnet.

## Verwandte Begriffe
- Okularriss
- Plan (Kartografie)
- Katasterplan (meist ohne Geländedarstellung, aber mit Grundstücksgrenzen)
- Lageplan (Bauantrag), katasteramtlicher Lageplan als Bestandteil eines Bauantrags (Deutschland) bzw. Einreichplan (Österreich)
- Bestandsplan eines Gebäudes oder einer größeren Anlage
- kotierte Projektion
- digitales Geländemodell